# كيا محلة (طالقان)
كيا محلة هي قرية في مقاطعة طالقان، إيران. عدد سكان هذه القرية هو 31 في سنة 2006.